# Becquerel (Einheit)
Becquerel [bɛkə'rɛl], Einheitenzeichen Bq, ist die SI-Einheit der Aktivität {\displaystyle A} einer bestimmten Menge einer radioaktiven Substanz. Angegeben wird die mittlere Anzahl der Atomkerne, die pro Sekunde radioaktiv zerfallen:
1 Bq = 1 s−1 (d. h. ein Becquerel entspricht einem radioaktiven Zerfall pro Sekunde)
Da 1 Bq eine extrem geringe Aktivität ist, treten in der Praxis sehr große Zahlenwerte auf. Daher verwendet man oft Vorsätze für die Größenordnung (Mega-, Giga-, Tera-, …).
Die Einheit ist nach dem französischen Physiker Antoine Henri Becquerel benannt, der 1903 zusammen mit Pierre Curie und Marie Curie  den Nobelpreis für die Entdeckung der Radioaktivität erhielt.

## Geschichte
Das Becquerel wurde 1975 auf dem 15. Treffen der Generalkonferenz für Maß und Gewicht als abgeleitete SI-Einheit mit besonderem Namen in das Internationale Einheitensystem aufgenommen. Dass ein eigener Einheitenname geschaffen werden sollte, wurde unter anderem damit begründet, dass das einfache „s−1“ bei der Verwendung von SI-Präfixen zu Verwirrung führen könnte. Zum Beispiel ist ein Kilobecquerel (kBq) eine inverse Millisekunde (ms−1), d. h., ein verkleinerndes Präfix bei s−1 kennzeichnet ein Vielfaches der Aktivität.

## Bezug zu anderen Einheiten

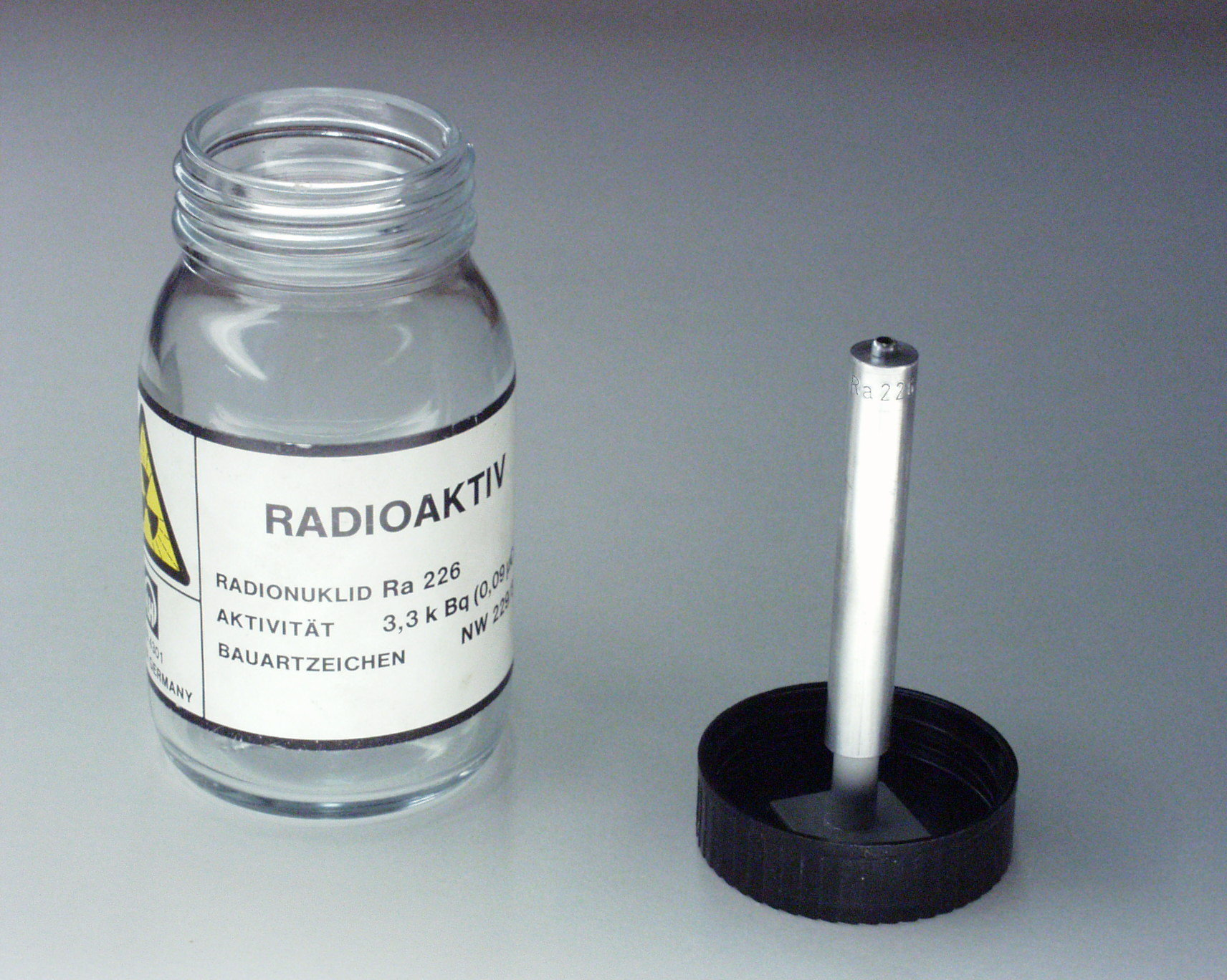
Ra-226 Präparat für Schulversuche. Aktivität 3300 Bq (3,3 kBq)

Die Einheit Becquerel ersetzt im Internationalen Einheitensystem (SI) das Curie, das zwar nie Teil des SI war, aber bis 1998 noch als „temporär zugelasse Einheit“ galt. Zwischen diesen beiden Einheiten besteht folgender Zusammenhang:
1 Ci = 3,7 · 1010 Bq
1 Bq = 2,702 · 10−11 Ci
Außerdem gilt folgender Zusammenhang:
1 Bq = 60 dpm („disintegrations per minute“, Zerfälle pro Minute)
Die Einheiten Rutherford (1 rd = 106 Bq) und Stat (1 Stat = 1,345 · 104 Bq) sind weitere veraltete, nicht SI-konforme Einheiten für die Aktivität.
Auf den ersten Blick scheint das Becquerel identisch mit der Einheit Hertz zu sein, beide sind definiert als s−1. Der Unterschied zwischen beiden ist, dass in Becquerel die mittlere Häufigkeit eines zufälligen (stochastischen) Ereignisses, in Hertz hingegen eine nichtzufällige, periodische Größe gemessen wird. Das Becquerel soll nur im Zusammenhang mit Radioaktivität verwendet werden.